# Young Lions U-23
Maillots
Actualités
Le Young Lions U-23 (en chinois : 幼獅足球會, et en tamoul : இளம் லயன்ஸ் -23) est un club singapourien de football basé fondé en 2002 et basé à Singapour.

## Histoire
Il s'agit d'une équipe composée de joueurs singapouriens de moins de 23 ans.

## Personnalités du club

### Présidents du club
- Eugene Loo

### Entraîneurs du club
| - Varadaraju Sundramoorthy (1er janvier 2009 - 31 décembre 2010) - Aide Iskandar (1er janvier 2011 - 13 janvier 2013) - Robin Chitrakar (14 janvier 2013 - 11 juin 2015) - Jürgen Raab (1er juillet 2015 - 13 janvier 2016) - Richard Tardy (1er janvier 2016 - 15 février 2016) - Patrick Hesse (15 février 2016 - 9 novembre 2016) | - V Selvaraj (9 novembre 2016 - 17 mai 2017) - Richard Tardy (17 mai 2017 - 5 juillet 2017) - Vincent Subramaniam (5 juillet 2017 - 14 décembre 2017) - Fandi Ahmad (14 décembre 2017 - 31 décembre 2019) - Nazri Nasir (1er janvier 2020 -) |